# Национальный съезд Демократической партии (2024)
Национальный съезд Демократической партии США (англ. Democratic National Convention) прошёл с 19 по 22 августа 2024 года в Чикаго (Иллинойс). На нём делегаты выбрали кандидата в президенты и вице-президента. По традиции партия, занимающая Белый дом, проводит съезд позже.

## Выбор места
| Город    | Штат     | Статус                   | Место проведения      |
| -------- | -------- | ------------------------ | --------------------- |
| Чикаго   | Иллинойс | Победитель               | Юнайтед-Центр         |
| Нью-Йорк | Нью-Йорк | Финалист                 | Мэдисон Сквер Гардена |
| Атланта  | Джорджия | Финалист                 | Стейт Фарм Арена      |
| Хьюстон  | Техас    | Выбыл (Исключен 01.2023) |                       |

Атланта, Чикаго, Хьюстон и Нью-Йорк подали заявки к крайнему сроку 28 мая 2022 года.
В январе 2023 года официальные лица Национального комитета демократической партии подтвердили что Хьюстон не рассматривается.
11 апреля 2023 года было объявлено, что местом проведения съезда был выбран Чикаго
Чикаго и ранее выбранный город-организатор Республиканского национального съезда, Милуоки, находятся примерно в 90 милях друг от друга на побережье озера Мичиган. Это крайне необычная близость для двух разных городов, принимающих крупные партийные съезды в одном и том же году. Никогда с 1972 года, когда оба съезда в последний раз проходили в одном городе, места проведения основных партийных съездов не были расположены так близко.

## Логистика
Основным местом проведения съезда станет Юнайтед-центр. На Маккормик-Плейс будут проходить второстепенные мероприятия съезда. Ожидается, что в съезде примут участие от 5000 до 7000 делегатов и заместителей делегатов.
У съезда будет три источника финансирования. Комитет, подавший заявку от имени Чикаго на проведение съезда, пообещал, что принимающий комитет соберет 84,697 миллиона долларов. В течение 2024 года будет проводиться сбор средств в соответствии с правилами Федеральной избирательной комиссии. 50 миллионов долларов будут получены из федеральных средств на расходы по обеспечению безопасности, как это было на всех крупных партийных съездах с 2004 года.

## Руководитель съезда
| Должность               | Человек        |
| ----------------------- | -------------- |
| Председатель съезда     | Миньон Мур     |
| Исполнительный директор | Алекс Хорнбрук |
| Старший советник        | Луиза Терелл   |

## Кандидаты
Ниже перечислены кандидаты, получившие голоса делегатов на праймериз Демократической партии в 2024 году.
| Кандидат                   | Кол-во Делегатов | % от всех делегатов |
| -------------------------- | ---------------- | ------------------- |
| Джо Байден                 | 3,896            | 98,91 %             |
| Незафиксированные          | 36               | 0,91 %              |
| Дин Филлипис               | 4                | 0,10 %              |
| Джейсон Палмер             | 3                | 0,08 %              |
| Общее количество делегатов | 3,939            | 100 %               |

Предполагаемым кандидатом в президенты является действующий вице-президент Камалла Харрис

## Отказ Байдена от участия в выборах
25 апреля 2023 года Байден объявил о своём намерении баллотироваться на второй срок на выборах 2024 года, вновь с Камалой Харрис в качестве вице-президента. Однако в ходе его президентства возникли опасения по поводу состояния здоровья Байдена, в первую очередь из-за его возраста и способности выполнять обязанности на второй срок. Эти опасения усилились в июне 2024 года после дебатов между Байденом и кандидатом от Республиканской партии Дональдом Трампом. Выступление Байдена было широко раскритиковано, комментаторы отмечали, что он часто терял ход мыслей и давал сбивчивые ответы, выглядел неуверенно, говорил хриплым голосом и неоднократно не мог вспомнить статистические данные или связно выразить своё мнение. После этого Байден столкнулся с призывами выйти из гонки от своих коллег-демократов, а также от редакционных коллегий нескольких крупных новостных изданий, таких как The New York Times. К 19 июля более 30 высокопоставленных демократов призвали его отказаться от участия в выборах.
21 июля в его аккаунте «X» (бывший Твиттер) был опубликован твит с подписанным письмом об отказе от кандидатуры

### Президентская кампания Харрис
В том же твите президент Байден написал что поддерживает кандидатуру вице-президента Камаллы Харрис

## События на съезде

#### Первый день съезда
Премьеру вел актёр и режиссёр Тони Голдвин. В программе были поздравления президенту Джо Байдену, который выступил с заключительной речью в понедельник. Александрия Окасио-Кортес, кандидат в президенты от Демократической партии 2016 года Хиллари Клинтон, и первая леди Джилл Байден с дочерью Эшли выступили с речами. Вице-президент Камала Харрис неожиданно и эффектно появилась на сцене, чтобы отдать дань уважения Байдену и поприветствовать присутствующих. Партийная платформа, подготовленная делегатами Комитета по платформе, была принята полным составом делегатов в ходе общего голосования.

#### Второй день съезда
Второй день съезда прошел под лозунгом «Смелый взгляд на будущее Америки» (англ. A Bold Vision for America’s Future).
Второй вечер вела телевизионный комментатор и политтехнолог Ана Наварро.
Камала Харрис и вышедший к ней на сцену Тим Уолз) вместе обращаются к толпе. В ходе вечера нем выступили Патти Лабелль и второй джентльмен, муж  Камалы Харрис Дуг Эмхофф. Бывшая первая леди Мишель Обама и бывший президент Барак Обама были участниками съезда и выступили с приветственными речами. Среди выступавших был Джейсон Картер, внук бывшего президента США Джимми Картера, он также выступил с речью в этот вечер и почтил память своего деда. Другой внук президента, Джон Ф. Кеннеди, внук Джона Кеннеди Джек Шлоссберг также выступил с речью. Делегаты, выступления которых комментаторы назвали «праздничной перекличкой», торжественно объявили результаты виртуального голосования за выдвижение кандидата в президенты США, организованного секретарем Национального комитета Демократической партии Джейсоном Рэем. Во время переклички делегаций каждого штата, возглавляемой диджеем Кэссиди, звучала выбранная ими фоновая музыка, в основном состоящая из песен в записи исполнителей из каждого соответствующего штата.
| Кандидаты                                 | Результаты     |
| ----------------------------------------- | -------------- |
| Камалла Харрис                            | 4567 делегатов |
| Джо Байден (снял свою кандидатуру)        | 0              |
| Дин Филлипс (снял свою кандидатуру)       | 0              |
| Джейсон Палмерсон (снял свою кандидатуру) | 0              |
| Не участвовали в голосовании              | 52 делегата    |

#### Третий день съезда
Третий день прошел под лозунгом (Ради нашего будущего)(англ. For Our Future).
Финальный вечер вела актриса Керри Вашингтон. Избранная на съезде кандидатом в президенты США, вице-президент Камала Харрис, произнесла приветственную речь.
Выступающие в этот день:
- Сенатор США от Калифорнии: Алекс Падилья
- Сенатор США от Висконсина: Тэмми Болдуин
- Сенатор США от Пенсильвании: Боб Кейси-младший
- Сенатор США от Массачусетса: Элизабет Уоррен